# La Boissière-de-Montaigu
La Boissière-de-Montaigu település Franciaországban, Vendée megyében. Lakosainak száma 2295 fő (2022. január 1.). La Boissière-de-Montaigu Bazoges-en-Paillers, Chavagnes-en-Paillers, Les Landes-Genusson, Treize-Septiers és Montaigu-Vendée községekkel határos.

## Népesség
A település népességének változása:
| Lakosok száma | 2259 | 2270 | 2316 | 2251 | 2258 | 2272 | 2276 | 2279 | 2295 |
|               | 2013 | 2015 | 2016 | 2017 | 2018 | 2019 | 2020 | 2021 | 2022 |